# Phyllotreta striolata
Phyllotreta striolata is een keversoort uit de familie bladkevers (Chrysomelidae). De wetenschappelijke naam van de soort werd in 1803 gepubliceerd door Johann Christian Fabricius.